# Joe Mantegna
Joseph Anthony Mantegna (/mɑːnˈteɪnjə/, pronunciació italiana: [manˈteɲɲa] ; (Chicago, Illinois, 13 de novembre de 1947) és un actor, productor i director estatunidenc.
Mantegna va començar la seva carrera als escenaris el 1969 amb el musical Hair. Va guanyar un premi Tony al millor actor destacat en una obra de teatre i un premi Joseph Jefferson per interpretar a Richard Roma en les primeres produccions estatunidenques de l' obra Glengarry Glen Ross, guanyadora del premi Pulitzer de David Mamet, la primera de moltes col·laboracions amb Mamet. La seva llarga relació amb Mamet inclou les estrenes d ’ Una vida al teatre, La desaparició dels jueus i Speed-the-Plough a Broadway. Mantegna també va dirigir una producció molt lloada de l'obra Lakeboat de Mamet, que va gaudir d'un èxit teatral a Los Angeles. Posteriorment va dirigir la versió cinematogràfica de Lakeboat. A més de les aparicions teatrals dirigides per Mamet, Mantegna va aparèixer a les pel·lícules de Mamet House of Games (1987), Things Change (1988), Homicide (1991) i Redbelt (2008).
Al cinema i a la televisió, Mantegna és conegut sobretot pels seus papers en èxits de taquilla com Els Tres Amigos (1986), El Padrí III (1990), Oblidar París (1995) i Íntim i personal (1996). Va protagonitzar les sèries de televisió First Monday (2002) i Joan of Arcadia (2003–2005). Ha obtingut nominacions als premis Emmy pels seus papers en tres minisèries diferents: The Last Don (1997), The Rat Pack (1998) i The Starter Wife (2007). També ha estat productor executiu de diverses pel·lícules i pel·lícules de televisió, incloses Corduroy (1984), Hoods (1998) i Lakeboat (2000), que també va dirigir. A més, va interpretar el detectiu de ficció Spenser de Robert B. Parker en tres pel·lícules fetes per a la televisió entre 1999 i 2001, i ha narrat diverses lectures d'audiollibres de les novel·les de Spenser. Del 2007 al 2020, va protagonitzar la sèrie de televisió Criminal Minds de la CBS com a agent especial de supervisió de l'FBI, David Rossi. Començant amb l'episodi de 1991 "Bart the Murderer", Mantegna ha realitzat el doblatge del personatge del cap de la màfia Fat Tony a la sèrie d'animació Els Simpson, així com a The Simpsons Movie (2007).

## Primers anys de vida
Mantegna és fill de pares italians estatunidencs. Els seus pares eren Mary Ann (Novelli), una funcionària marítima d'Acquaviva delle Fonti, Pulla (Itàlia), que va morir el 2017 a l'edat de 101 anys i Joseph Henry Mantegna, venedor d'assegurances de Calascibetta, Sicília, que va morir el 1971 de tuberculosi.
Mantegna va ser criat catòlic i va assistir a J. Sterling Morton High School East a Ciceró, Illinois. Es va graduar a la Goodman School of Drama a l'Institut d'Art de Chicago (ara a la Universitat DePaul) el 1969.
De jove a Chicago, va tocar el baix en una banda anomenada The Apocryphals, que més tard va tocar amb un altre grup local, The Missing Links, que va formar la banda Chicago. Mantegna segueix sent molt proper als membres originals de Chicago i també manté contacte amb els seus antics companys de banda.
Mantegna va començar a la indústria del cinema fent tirs al cap.

## Carrera

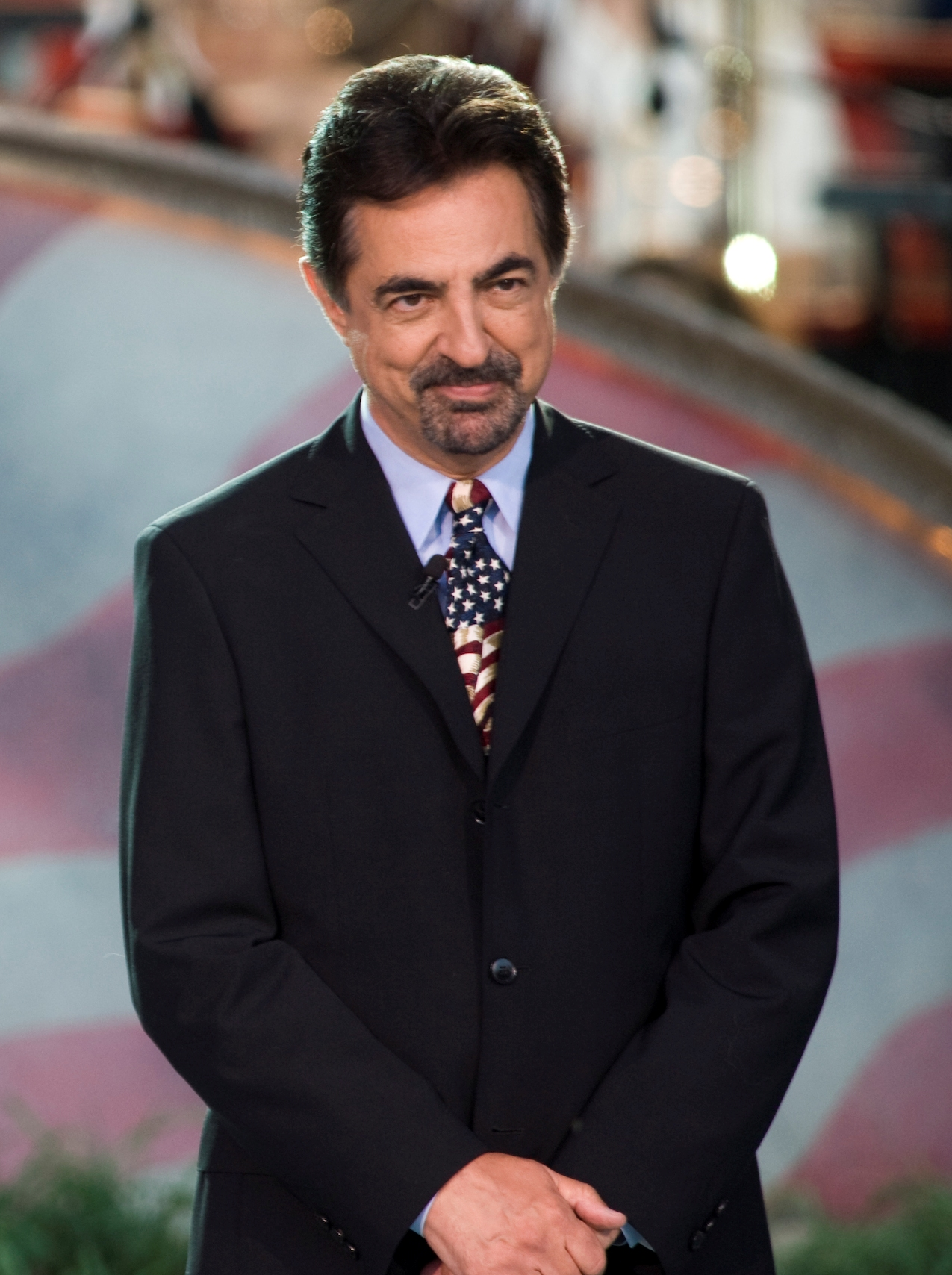
Mantegna el 2009

Mantegna va debutar com a actor a la producció escènica de Hair de 1969 i va debutar a Broadway a Working (1978). Va coescriure Bleacher Bums, una obra guardonada que es va representar per primera vegada a la Organic Theater Company de Chicago i va formar part del repartiment original. A la pel·lícula Xanadu (1980), va tenir un petit paper que es va tallar, tot i que, ja que el seu nom figura als crèdits de la pel·lícula, Mantegna obté residus per a la pel·lícula.
Mantegna va guanyar un premi Tony per la seva interpretació de Richard Roma a l'obra de David Mamet Glengarry Glen Ross . Ha tingut una llarga i reeixida associació amb Mamet, apareixent en diverses de les seves obres.
Mantegna va debutar al llargmetratge a Medusa Challenger (1977). Va interpretar el dentista femení Bruce Fleckstein a Compromising Positions (1985). Va protagonitzar un episodi de The Twilight Zone el 1985 anomenat Shelter Skelter. Els seus altres primers papers cinematogràfics van ser recolzaments a The Money Pit (1986), Weeds (1987) i Suspect (1987).
També va protagonitzar les pel·lícules aclamades per la crítica House of Games (1987) i Things Change (1988), ambdues escrites per Mamet. Don Ameche, coprotagonista de He and Things Change, va rebre el premi al millor actor al Festival de Venècia. El 1991, Mantegna va protagonitzar una altra història de Mamet, l'elogiat thriller policial Homicide.
Mantegna ha interpretat una àmplia gamma de papers, des del còmic, com a discjòquei cansat a Airheads i segrestador inepte de Baby's Day Out, fins al dramàtic, en papers com Joey Zasa, un mafiós traïdor de The Godfather Part III (1990)) i una actuació nominada als Emmy com a cantant Dean Martin a la pel·lícula de HBO The Rat Pack (1998).
Mantegna té un paper recurrent a la sèrie d'animació Els Simpson com a veu del cap de la mafia Anthony " Fat Tony " D'Amico. Insisteix a expressar el personatge cada vegada que apareix, per molt poc dialogat que tingui. Per citar a Mantegna: "Si Tony Fat ens esternuda, vull ser-hi". No obstant això, en un cas, Phil Hartman va donar veu a Fat Tony a l'episodi " A Fish Called Selma ".
Mantegna es va parodiar a si mateix quan va organitzar Saturday Night Live per a la temporada 1990–1991, en què va començar tranquil·lament el seu monòleg dient que no desitjava ser tipogràfic dels seus papers de gàngster. Un noi petit decebut i el seu pare se’n van, ja que creien erròniament que l'amfitrió seria Joe Montana (el jugador de futbol) a causa de noms similars. Mantegna va començar llavors a parlar amb una veu baixa i controlada al nen petit, dient-li que era millor mantenir-se al públic i respectar la seva interpretació; va advertir al noi que si ell (Mantegna) feia una trucada, llavors Montana no jugaria en el seu següent joc, la qual cosa implica que la veritable personalitat de Mantegna igualaria els seus papers de gàngster.
El 2002, Mantegna va actuar com a jutge associat del Tribunal Suprem dels Estats Units, el jutge Joseph Novelli, al drama de reemplaçament de la temporada mitja temporada CBS First Monday.
Mantegna va rebre el premi Lifetime Achievement Award el 26 d'abril de 2004 al Festival de Cinema Italià de Los Angeles.
L'11 d'agost de 2007, Mantegna va signar per substituir a l'estrella sortint Mandy Patinkin al drama criminal de la CBS Criminal Minds. Des de la temporada 9, també ha dirigit diversos episodis.
Mantegna és molt proper amb tots els seus companys de repartiment a Criminal Minds, però és especialment proper amb Shemar Moore. Es diu que actua com una figura paterna per Moore.
Des del 2006, ha co-narrat el concert del National Memorial Day Concert al centre comercial de Washington DC amb Gary Sinise.
El 2016 va participar en un esdeveniment al Museu d'Art del Comtat de Los Angeles llegint alguns dels poemes de Gabriele Tinti sobre Hèrcules.
Es diu que Mantegna va ajudar a Verne Troyer a entrar en la indústria i li va lliurar el Media Access Award abans de la seva mort.

## Llegat
El 29 d'abril de 2011, Mantegna va rebre l'estrella 2.438 al passeig de la fama de Hollywood a Califòrnia. El 6 de juny de 2011, la ciutat natal de Mantegna, Ciceró, Illinois, va celebrar el seu treball amb un rètol honorífic — Joe Mantegna Boulevard — a la cantonada nord-est d'Austin Boulevard i 25th Street, la ubicació de la seva escola secundària. El 2014, Mantegna va rebre una estrella al passeig de la fama italiana a Toronto. El 3 de maig de 2017, la ciutat de Chicago va dedicar Joe Mantegna Way, una secció de l'Avinguda Armitage on va viure Mantegna durant els seus primers temps d'actuació.
El 4 d'abril de 2015, Mantegna va rebre un premi a la vida per a cinema i televisió del Festival Internacional de Cinema de Riverside. El 22 de maig de 2015, Mantegna va rebre el premi Saint Pio de la Fundació Saint Pio, en reconeixement de la seva destacada contribució en ser un individu extraordinari en "proporcionar alleujament del patiment a les persones que ho necessiten".
Aficionat a les armes de foc, és l'amfitrió de MidwayUSA's Gun Stories al canal de televisió Outdoor Channel.

## Vida personal
Mantegna es va casar amb Arlene Vrhel el 3 d'octubre de 1975. Va dir en una entrevista a The Talk que el 300è episodi de Criminal Minds es va emetre el 3 d'octubre de 2018, el seu 43è aniversari de casament, i es va disculpar durant aquesta entrevista per haver treballat en el seu aniversari.
Tenen dues filles: Mia i Gia. Arlene era propietària d'un restaurant de temàtica Chicago a Burbank, Califòrnia, anomenat Taste Chicago, que va tancar el 22 de març de 2019 per motius personals. Mia, nascuda el 1987, és autista i treballa com a maquilladora. També ha aparegut amb el seu pare a KCAL-TV en suport del mes de consciència sobre l'autisme (abril). Gina va néixer el 1990 i va canviar el seu nom per Gia als divuit anys.
Mantegna és un fan de Chicago Cubs i ha dirigit el cant de " Take Me Out to the Ball Game " durant el tram de 7a entrada diverses vegades. Això es va fer referència a l'espectacle Criminal Minds, on l'oficina del seu personatge David Rossi està decorada amb l'equipació de Cubs.
El 1988, durant l'obra Speed the Plough, Mantegna va quedar afectada per la paràlisi de Bell. Encara que es considera temporal, Mantegna encara presenta característiques facials persistents de la malaltia.

## Filmografia

### Pel·lícula
| Any  | Títol                            | Paper                                         | Anotacions         |
| ---- | -------------------------------- | --------------------------------------------- | ------------------ |
| 1976 | Medusa Challenger                | Joe                                           |                    |
| 1978 | Towing                           | Chris                                         |                    |
| 1978 | A Steady Rain                    | N/A                                           |                    |
| 1979 | To Be Announced                  | N/A                                           |                    |
| 1980 | Xanadu                           | The Muses                                     | Escenes eliminades |
| 1983 | Second Thoughts                  | Orderly                                       |                    |
| 1985 | Compromising Positions           | Bruce Fleckstein                              |                    |
| 1986 | The Money Pit                    | Art Shirk                                     |                    |
| 1986 | Off Beat                         | Pete Peterson                                 |                    |
| 1986 | Three Amigos                     | Harry Flugleman                               |                    |
| 1987 | Critical Condition               | Arthur Chambers                               |                    |
| 1987 | House of Games                   | Mike                                          |                    |
| 1987 | Weeds                            | Carmine                                       |                    |
| 1987 | Suspect                          | Charlie Stella                                |                    |
| 1988 | Things Change                    | Jerry                                         |                    |
| 1989 | Wait Until Spring, Bandini       | Bandini                                       |                    |
| 1990 | The Godfather Part III           | Joey Zasa                                     |                    |
| 1990 | Alice                            | Joe                                           |                    |
| 1991 | Queens Logic                     | Al                                            |                    |
| 1991 | Homicide                         | Bobby Gold                                    |                    |
| 1991 | Bugsy                            | George Raft                                   |                    |
| 1993 | Body of Evidence                 | Robert Garrett                                |                    |
| 1993 | Family Prayers                   | Martin Jacobs                                 |                    |
| 1993 | Searching for Bobby Fischer      | Fred Waitzkin                                 |                    |
| 1994 | Baby's Day Out                   | Eddie                                         |                    |
| 1994 | Airheads                         | Ian                                           |                    |
| 1995 | Captain Nuke and the Bomber Boys | Joey Franelli                                 |                    |
| 1995 | For Better or Worse              | Stone                                         |                    |
| 1995 | Forget Paris                     | Andy                                          |                    |
| 1995 | Above Suspicion                  | Alan Rhinehart                                |                    |
| 1996 | Eye for an Eye                   | Det. Sgt. Denillo                             |                    |
| 1996 | Up Close and Personal            | Bucky Terranova                               |                    |
| 1996 | Underworld                       | Frank Gavilan / Frank Cassady / Richard Essex |                    |
| 1996 | Albino Alligator                 | A.T.F. Agent G.D. Browning                    |                    |
| 1996 | Thinner                          | Richie Ginelli                                |                    |
| 1996 | Persons Unknown                  | Jim Holland                                   |                    |
| 1998 | Jerry and Tom                    | Tom                                           |                    |
| 1998 | The Wonderful Ice Cream Suit     | Gomez                                         |                    |
| 1998 | For Hire                         | Alan Webber                                   |                    |
| 1998 | Hoods                            | Angelo Martinelli                             |                    |
| 1998 | Celebrity                        | Tony Gardella                                 |                    |
| 1998 | Boy Meets Girl                   | Il Magnifico                                  |                    |
| 1999 | Airspeed                         | Raymond Stone                                 |                    |
| 1999 | Error in Judgment                | Eric                                          |                    |
| 1999 | The Runner                       | Rocco                                         |                    |
| 1999 | Liberty Heights                  | Nate Kurtzman                                 |                    |
| 2000 | Lakeboat                         | Guy at Gate                                   | No acreditat       |
| 2000 | Body and Soul                    | Alex Dumas                                    |                    |
| 2000 | More Dogs Than Bones             | Desalvo                                       |                    |
| 2000 | The Last Producer                | TBA                                           |                    |
| 2001 | Fall: The Price of Silence       | Agent Jim Danaher                             |                    |
| 2001 | The Trumpet of the Swan          | Monty                                         | Veu                |
| 2001 | Laguna                           | Nicola Pianon                                 |                    |
| 2001 | Off Key                          | Ricardo Palacios                              |                    |
| 2001 | Turbulence 3: Heavy Metal        | Frank Garner                                  |                    |
| 2002 | Mother Ghost                     | Jerry                                         |                    |
| 2003 | Uncle Nino                       | Robert Micelli                                |                    |
| 2004 | First Flight                     | Robert Sloan                                  | Veu                |
| 2004 | Stateside                        | Gil Deloach                                   |                    |
| 2004 | Pontormo: A Heretical Love       | Pontormo                                      |                    |
| 2004 | A Very Married Christmas         | Frank Griffin                                 |                    |
| 2005 | Nou vides (Nine Lives)           | Richard                                       |                    |
| 2005 | Edmond                           | Man in Bar                                    |                    |
| 2005 | The Kid &amp; I                  | Davis Roman                                   |                    |
| 2007 | Elvis and Anabelle               | Charlie                                       |                    |
| 2007 | Naked Fear                       | Sheriff Tom Benike                            |                    |
| 2007 | Cougar Club                      | Mr. Stack                                     |                    |
| 2007 | Stories USA                      | Mike (segment "Club Soda")                    |                    |
| 2007 | The Simpsons Movie               | Fat Tony                                      | Veu                |
| 2008 | Hank and Mike                    | Mr. Pan                                       |                    |
| 2008 | West of Brooklyn                 | Gaetano D'Amico                               |                    |
| 2008 | Witless Protection               | Dr. Rondog 'Doc' Savage                       |                    |
| 2008 | Redbelt                          | Jerry Weiss                                   |                    |
| 2008 | Childless                        | Richard                                       |                    |
| 2008 | Who's Wagging Who?               | Rudy                                          | Veu                |
| 2008 | Justice League: The New Frontier | Crooner                                       | Veu                |
| 2008 | The Last Hit Man                 | Harry Tremayne                                |                    |
| 2009 | Lonely Street                    | Jerry Finkelman                               |                    |
| 2009 | Archie's Final Project           | Indian Psychiatrist                           |                    |
| 2009 | The Assistants                   | Gary Greene                                   |                    |
| 2009 | The House That Jack Built        | Jack Sr.                                      |                    |
| 2010 | Pop Shock                        | Billy                                         |                    |
| 2010 | Valentine's Day                  | Angry Driver                                  |                    |
| 2010 | Hoods                            | Angelo 'Ange' Martinelli                      |                    |
| 2010 | Hannah Mantegna                  | Hannah Mantegna                               | Curtmetratge       |
| 2011 | Cars 2                           | Grem                                          | Veu                |
| 2011 | Sacks West                       | N/A                                           | Curtmetratge       |
| 2011 | The Yule Tide Good Samaritan     | Tim O'Neill                                   |                    |
| 2013 | Compulsion                       | Detective Reynolds                            |                    |
| 2014 | 10 Cent Pistol                   | Punchy                                        |                    |
| 2014 | AirBurst: The Soda of Doom       | MM-Ci                                         | Veu                |
| 2015 | Kill Me, Deadly                  | Bugsy Siegel                                  |                    |
| 2016 | The Bronx Bull                   | Rick Rosselli                                 |                    |

### Televisió
| Any          | Títol                          | Paper                  | Notes                                                           |
| ------------ | ------------------------------ | ---------------------- | --------------------------------------------------------------- |
| 1979         | Elvis                          | Joe Esposito           | Telefilm                                                        |
| 1979         | Bleacher Bums                  | Decker                 | Telefilm                                                        |
| 1980–1981    | Soap                           | Juan One               | Paper recurrent, 7 episodis                                     |
| 1981         | It's a Living                  | Louis Allen            | Episodi: "Of Mace and Men"                                      |
| 1981         | Bosom Buddies                  | The Shiek              | Episodi: "The Road To Monte Carlo"                              |
| 1981–1982    | Open All Night                 | Change / Arab          | Episodis: "Night Moves", "Centerfold", "A Visit from the Folks" |
| 1982         | The Greatest American Hero     | Juan                   | Episodi: "Now You See It"                                       |
| 1982         | Archie Bunker's Place          | Joe Garver             | Episodi: "Of Mice and Bunker"                                   |
| 1982         | Simon &amp; Simon              | Henry                  | Episodi: "Emeralds Are Not a Girl's Best Friend"                |
| 1982         | Knight Power                   | Phillip Nordstrom      | Voice; Episode: "Return of The Heroes"                          |
| 1984         | Comedy Zone                    | Various                | 2 episodis                                                      |
| 1984         | The Outlaws                    | Yuri                   | Telefilm                                                        |
| 1985         | Big Shots in America           | Jovan Joey Shagula     | Telefilm                                                        |
| 1987         | The Twilight Zone              | Harry Dobbs            | Episodi: "Shelter Skelter"                                      |
| 1991         | Saturday Night Live            | Host                   | Episodi: "Joe Mantegna"                                         |
| 1991–present | The Simpsons                   | Fat Tony Fit Tony      | Veu; personatge recurrent; 34 episodis                          |
| 1992         | The Comrades of Summer         | Sparky Smith           | Telefilm                                                        |
| 1992         | The Water Engine               | Lawrence Oberman       | Telefilm                                                        |
| 1993         | Fallen Angels                  | Carl Streeter          | Episodi: "The Quiet Room"                                       |
| 1993         | Frasier                        | Derek Mann             | Veu; episodi: "I Hate Frasier Crane"                            |
| 1994         | State of Emergency             | Dr. John Novelli       | Telefilm                                                        |
| 1995         | Favorite Deadly Sins           | Frank Musso            | Telefilm                                                        |
| 1997         | Duckman                        | Rube Richter           | VEu; episodi: "A Star is Abhorred", "Love! Anger! Kvetching!"   |
| 1997         | Rugrats                        | Diner 2/Jack Montello  | Veu; episodi: "The Mattress/Looking for Jack"                   |
| 1997         | A Call to Remember             | Davis Tobias           | Telefilm                                                        |
| 1997         | Face Down                      | Bob Signorelli         | Telefilm                                                        |
| 1997         | Merry Christmas, George Bailey | Joseph/Nick            | Telefilm                                                        |
| 1997–1998    | The Last Don                   | Pippi De Lena          | Miniseries                                                      |
| 1998         | The Great Empire: Rome         | Narrator               | Telefilm                                                        |
| 1998         | The Rat Pack                   | Dean Martin            | Telefilm                                                        |
| 1999         | Spenser: Small Vices           | Spenser                | Telefilm                                                        |
| 1999         | My Little Assassin             | Fidel Castro           | Telefilm                                                        |
| 2000         | Thin Air                       | Spenser                | Telefilm                                                        |
| 2001         | The Sopranos                   | Mercedes ad voiceover  | Episodi: "He Is Risen";                                         |
| 2001         | Walking Shadow                 | Spenser                | Telefilm                                                        |
| 2002         | First Monday                   | Justice Joseph Novelli | Protagonista                                                    |
| 2002         | Women vs. Men                  | Michael                | Telefilm                                                        |
| 2002         | And Thou Shalt Honor           | Host/Narrator          | Telefilm                                                        |
| 2003–2005    | Joan of Arcadia                | Will Girardi           | Protagonista                                                    |
| 2006         | Let Go                         | Jack Rossati           | Pilot de televisió no emés                                      |
| 2006         | Kim Possible                   | Jimmy Blamhammer       | Veu; episodi: "And the Mole Rat Will Be CGI"                    |
| 2007–2008    | The Starter Wife               | Lou Manahan            | Paper recurrent, 8 episodis                                     |
| 2007–2020    | Criminal Minds                 | David Rossi            | Protagonista                                                    |
| 2011–2016    | Gun Stories                    | Himself                | Presentador                                                     |
| 2016–2017    | Criminal Minds: Beyond Borders | David Rossi            | Convidat especial; episodi: "The Harmful One", "II Mostro"      |
| 2017         | Hell's Kitchen: All-Stars      | Himself                | Episodi: "Raising the Bar"                                      |

| Any (s)   | Títol          | Notes |
| --------- | -------------- | --- |
| 2000      | Lakeboat       | Drama |
| 2011      | QuickBites     | Episodis: "Sense rostre", "Sack Lunch" |
| 2014-2020 | Criminal minds | Episodis: "The Road Home", "Anonymous", "Til Death Do Us Part", "The Sandman", "Mirror Image", "True North", "False Flag", "The Dance of Love", "Luke" |

## Teatre
| Curs      | Títol               | Paper                             | Notes |
| --------- | ------------------- | --------------------------------- | ----- |
| 1978      | Treball             | Emilio Hernandez / Dave McCormick |       |
| 1984–1985 | Glengarry Glen Ross | Richard Roma                      |       |
| 1988      | Speed-the-Arada     | Bobby Gould                       |       |